# Eugene Łazowski
Eugeniusz Sławomir Łazowski (* 1913 in Częstochowa; † 16. Dezember 2006 in Eugene (Oregon)) war ein polnischer Arzt und Hochschullehrer. Zusammen mit Stanisław Matulewicz schuf er während der deutschen Besatzung in Polen eine Fleckfieber-Scheinepidemie rund um Stalowa Wola. So konnte Łazowski unbehelligt auch Juden und Widerstandskämpfer behandeln.

## Leben
Łazowski wuchs in Warschau auf und begann eine medizinische Ausbildung. Mit dem Überfall des Deutschen Reichs auf Polen 1939 wurde er von der polnischen Armee kurzerhand zum Militärarzt ernannt. Nach einer Gefangennahme durch deutsche Soldaten entkam er und floh zu seiner Verlobten, die nahe Stalowa Wola wohnte. Beide heirateten kurz darauf. Er eröffnete mit seiner Frau – die Labortechnikerin war – eine Praxis in Rozwadów und wurde von den deutschen Besatzern angewiesen, sich um die Stahlwerker im Ort zu kümmern. Da sich die Praxis angrenzend an das Ghetto von Rozwadów befand, half Łazowski verdeckt auch den dortigen Bewohnern. Zudem behandelte er polnische Untergrundkämpfer. 1941 erzählte ihm Stanisław Matulewicz († 2002), ein Arzt aus der Nähe, er hätte einem Arbeiter zum Schutz vor dem Einzug zur Zwangsarbeit abgetötete Proteus-Bakterien injiziert, daraufhin fiel der Weil-Felix-Test zum Nachweis von Fleckfieber positiv aus. Im Zusammenspiel mit der Vortäuschung vom Fleckfieber-Symptomen wurde der Arbeiter unter Quarantäne gestellt. Sie beschlossen, gemeinsam eine Epidemie vorzutäuschen, um die Besatzer im Ort fernzuhalten. Beide injizierten allen Patienten mit Kopfschmerzen, Hautausschlag oder Fieber die Proteusinjektion. Sie glichen die Fallzahlen den Jahreszeiten entsprechend an. Daraufhin wurde die ganze Region unter Quarantäne gestellt. Im Sommer 1943 zog Matulewicz aus der Region weg. Im Februar 1944 beriefen die deutschen Besatzer wegen der niedrigen Todesrate eine Untersuchungskommission, diese fand aber keine Auffälligkeiten. Im Juli 1944 versteckte Łazowski sich mit seiner Familie in Stalowa Wola vor der Gestapo, nachdem ihn zuvor ein deutscher Offizier gewarnt hatte, dass die Gestapo über seine Behandlungen von Juden und Widerstandskämpfern Bescheid wüsste.
1958 wanderte Łazowski mit seiner Familie in die Vereinigten Staaten aus und wurde Professor der Pädiatrie in Chicago. In den 1970er Jahren kam er wieder in Kontakt mit Stanisław Matulewicz, der inzwischen Professor der Radiologie in Zaire war. Beide veröffentlichten 1977 in der American Society for Microbiological News ihre Tätigkeit während des Zweiten Weltkriegs. 1996 veröffentlichte Łazowski seine Autobiografie.

## Sonstiges
Łazowskis Eltern sind in der Liste der Gerechter unter den Völkern aufgenommen, weil sie Juden während der Besatzung versteckten. Wie viele Leben Eugene Łazowski mit der vorgetäuschten Epidemie rettete, ist umstritten.

## Bücher
- Prywatna wojna: wspomnienia lekarza-żołnierza, 1933–1944. 1996.